# Castillo de Mombeltrán

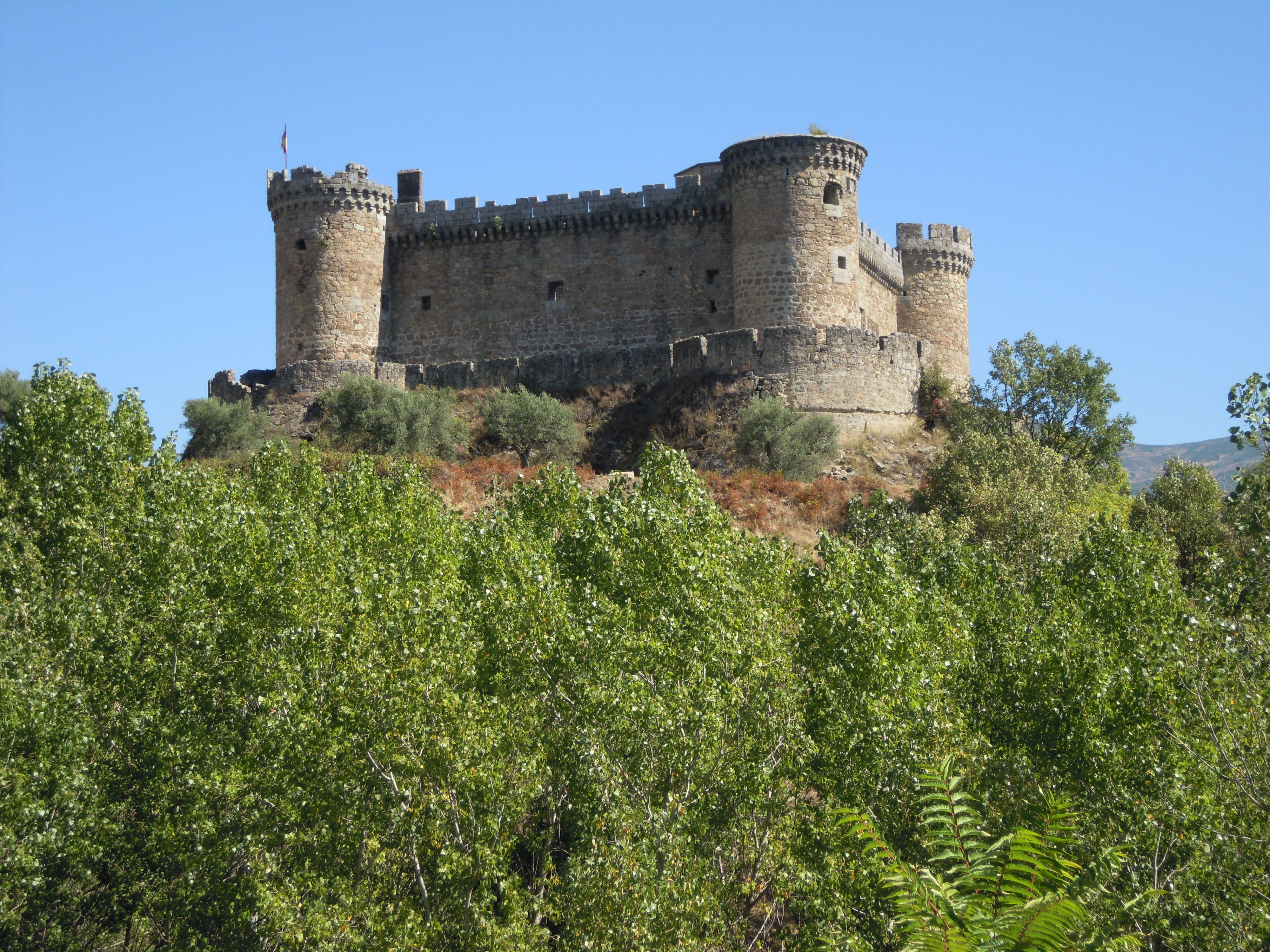
Burg von Mombeltrán

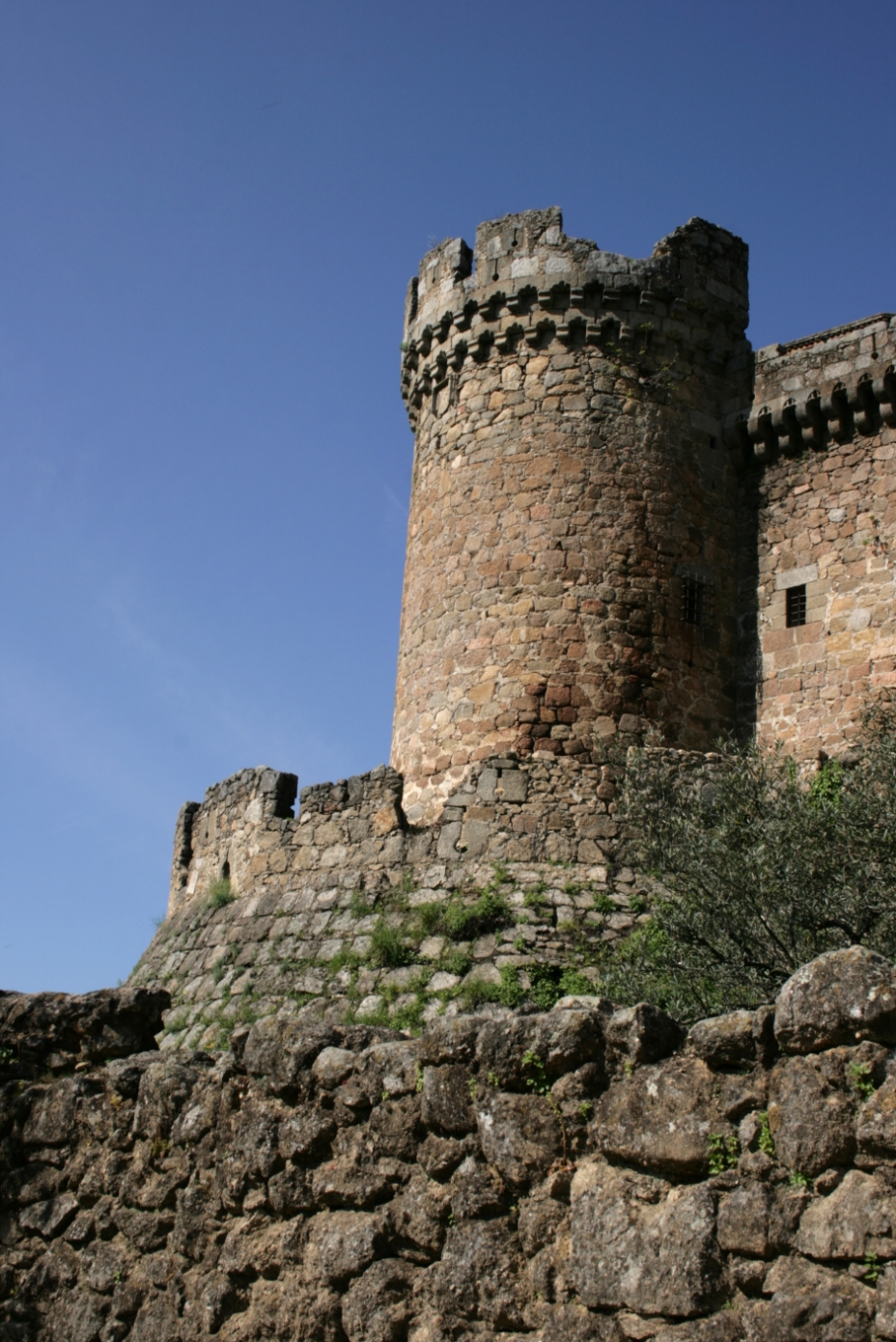
Eckturm

Das Castillo de Mombeltrán ist eine Burg in Mombeltrán, einer Gemeinde in der spanischen Provinz Ávila der Autonomen Region Kastilien und León, die im Mittelalter errichtet wurde. Die auf einem Hügel stehende Burg ist ein geschütztes Baudenkmal (Bien de Interés Cultural).

## Geschichte
Beltrán de la Cueva, ein Günstling Heinrich IV., ließ die Burg ab 1461 bauen. Sie wurde als reich ausgestatteter Palast für den Erbauer errichtet, der 1463 vom Hofe des spanischen Königs verbannt wurde. Die Burg ist von einer Vormauer mit steiler Böschung umgeben. Die Burg selbst ist auf fünfeckigem Grundriss errichtet und besitzt zylindrische Ecktürme. Mauern und Türme sind mit Schießscharten und Zinnen versehen.